# Барантон-Бюньи
Барантон-Бюньи́ (фр. Barenton-Bugny) — коммуна во Франции, находится в регионе Пикардия. Департамент коммуны — Эна. Входит в состав кантона Марль. Округ коммуны — Лан.
Код INSEE коммуны — 02046.

## Население
Население коммуны на 2010 год составляло 589 человек.
| 1962 | 1968 | 1975 | 1982 | 1990 | 1999 | 2010 |
| ---- | ---- | ---- | ---- | ---- | ---- | ---- |
| 529  | 519  | 489  | 527  | 578  | 533  | 589  |

## Экономика
В 2010 году среди 381 человека трудоспособного возраста (15—64 лет) 287 были экономически активными, 94 — неактивными (показатель активности — 75,3 %, в 1999 году было 72,4 %). Из 287 активных жителей работали 266 человек (140 мужчин и 126 женщин), безработных было 21 (10 мужчин и 11 женщин). Среди 94 неактивных 26 человек были учениками или студентами, 36 — пенсионерами, 32 были неактивными по другим причинам.